# Обуховка (Брянская область)
Обуховка — опустевшая деревня в Стародубском муниципальном округе Брянской области.

## География
Находится в южной части Брянской области на расстоянии приблизительно 12 км на юг-юго-восток по прямой от районного центра города Стародуб.

## История
Известна с конца XVII века как магистратское селение, с 1716 года — владение Отвиновского, позднее Якимовичей. Входила в 1-ю полковую сотню Стародубского полка. На карте 1941 года была показана как поселение с 38 дворами. В середине XX века работал колхоз «Весёлая роща». До 2019 года входила в состав Занковского сельского поселения, с 2019 по 2020 в состав Понуровского сельского поселения Стародубского района до их упразднения. По состоянию на 2020 год опустела.

## Население
Численность населения: 44 человек в 2002 году (русские 98 %), 5 в 2010.